# Scène démo
 (octobre 2019).
Si vous disposez d'ouvrages ou d'articles de référence ou si vous connaissez des sites web de qualité traitant du thème abordé ici, merci de compléter l'article en donnant les références utiles à sa vérifiabilité et en les liant à la section « Notes et références ».

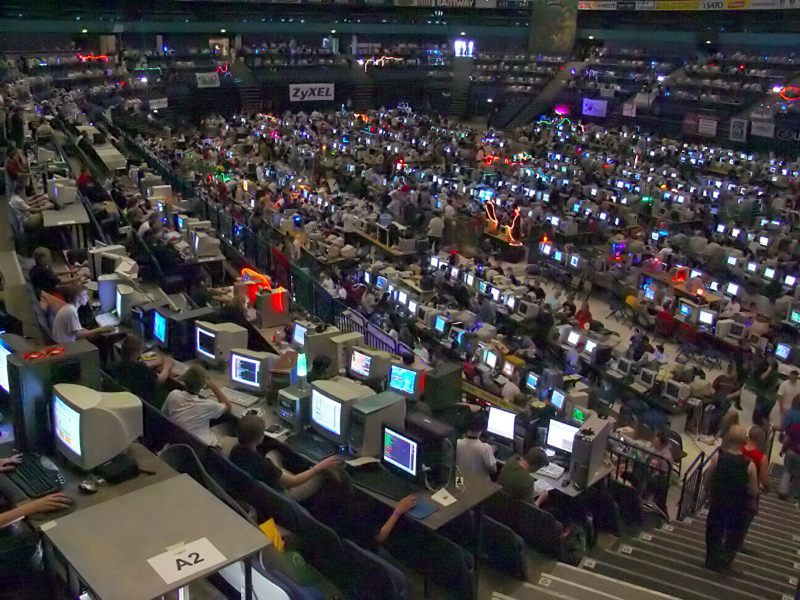
L'Assembly (2004), l'une des demoparties les plus populaires de la scène qui allie aussi les jeux en réseau.

La scène démo, ou demoscene en anglais, est une sous-culture informatique ayant pour but la création artistique sous forme de programme informatique, fondée sur les trois domaines que sont : la musique assistée par ordinateur, l’infographie et la programmation.

## Description
Le postulat de base est de réaliser des performances technologiques ou artistiques en jouant sur des astuces de programmation ou de réelles performances programmatiques. Les programmes ainsi créés sont appelés démos, les compétences employées pour produire des démos sont englobées dans le demomaking (littéralement : la création de démo).
À l'origine, les démos étaient de petites animations agrémentées de musiques et distribuées avec les jeux et logiciels piratés, servant ainsi de signature au groupe de crackers qui avait réussi à cracker (contourner les protections contre la copie) le jeu ou l'application.
On appelle ce genre de démos des « cracktro », mélange de « crack » et « d'intro ».
Assez rapidement, les groupes rivalisèrent de technique pour montrer leurs talents via ces cracktros et finirent par organiser des concours...
La démo finit par se désolidariser totalement du piratage,.
Lors de la visualisation d'une démo, l'ordinateur calcule en temps réel l'affichage d'une séquence vidéo de synthèse, de sons, et autres thèmes multimédia. Une démo se présente sous la forme d'un fichier exécutable (binaire) à la différence de la vidéo (avi, mpg...) ou de la musique (mp3, ogg...). Les capacités des micro-ordinateurs au début de la scène démo ne permettaient de toute façon pas l'enregistrement ou la diffusion de longue vidéo. Aujourd'hui, certains sites proposent néanmoins des enregistrements vidéo de démos, permettant de les découvrir sans disposer du matériel requis. Cependant, ces captures ne restituent pas la nature temps réel de l'exécution originale, qui constitue précisément l'essence d'une démo.
Les démos furent également popularisées en France par l’émission Micro Kid's (1991 — 1997) sur FR3 qui diffusait des démos Amiga ou Atari ST pendant le générique de fin.
Un membre de la scène démo s'appelle un demomaker, un demoscener, ou plus généralement : un scener. Les sceners sont presque toujours organisés en groupes.
Les meilleurs groupes s'affrontent dans des compétitions lors de Demoparties. Les plus prestigieuses ont lieu en Europe. On peut citer l'Assembly en Finlande, The Gathering en Norvège et la Breakpoint (demo party) en Allemagne.
Pendant les années 1990, la scène démo a eu un impact notable sur l'industrie informatique, notamment dans la conception des premières cartes graphiques 3D, la performance des jeux vidéo et leurs musiques d'accompagnement.

## Types de démos
La scène démo existe sur de nombreuses plates-formes, dont le PC, le Commodore 64, le ZX Spectrum, l'Amstrad CPC, l'Atari ST, l'Atari 8bits (800xl, 130XE etc), l'Atari VCS, le Sharp MZ, l'Amiga, l'Apple IIgs, le Vectrex, la Nintendo 64 et la Game Boy Advance. Cette vaste palette de plates-formes rend les démos difficiles à comparer.
Les démos sont classées de façon informelle en plusieurs catégories :
Le terme intro se référait à l'origine à une démo sans fin, où l'action se composait d'une seule scène graphique, le plus souvent pour promouvoir un BBS ou le crack d'un jeu (l'intro étant alors nommée plus spécifiquement cracktro). De nos jours, ce terme se réfère à une démo dont l'exécutable n'excède pas une taille limite, telle que 4 ko ou 64 ko.
Une « méga démo » consiste en une succession de plusieurs parties indépendantes, le plus souvent avec une bande son distincte pour chaque partie et nécessitant une intervention du spectateur pour passer d'une partie à la suivante. Un des premiers exemples est Megademo (1987) du groupe Antitrax 2010, sur Amiga. Depuis le début des années 1990, le format prédominant de démos est la trackmo, où des effets visuels synchronisés à une piste sonore s'enchaînent de façon scénarisée, à la manière d'un clip vidéo. Les premières trackmos sont Mental Hangover (1990) de Scoopex et Enigma (1991) de Phenomena, toutes deux sur Amiga.
Une « démo mobile » est une démo écrite pour une plate-forme mobile, telle qu'un PDA, une calculatrice graphique, une console portable ou un téléphone mobile. Un terme moins courant est dentro, qui peut signifier soit une démo de taille intermédiaire, soit un clip d'une démo à venir.
Il est aussi assez commun de classer les démos par style et contenu plutôt que par technologie.